# Layale Chaker

Layale Chaker (2024)

Layale Chaker (arabisch ليال شاكر; * 1990 in Paris) ist eine französisch-libanesische Musikerin (Geige, Komposition).

## Leben und Wirken
Chaker lebte zunächst in Frankreich, ab ihrem sechsten Lebensjahr im Libanon. Sie studierte am Nationalen Hochschulkonservatorium von Beirut, bevor sie höhere Abschlüsse am Pariser Konservatorium und bei der Royal Academy of Music in London absolvierte.
Chakers Debütalbum Inner Rhyme, das zwischen Jazz und Maqam angesiedelt ist und 2018 in New York aufgenommen wurde, erschien 2019 bei In a Circle Records, 2019 und erhielt positive Kritiken von der New York Times, BBC Music Magazine, Strings Magazine oder Jazz World. 2024 folgten beim selben Label das Album Vigil, das Chakers kammermusikalische Werke in Interpretation des Ethel Quartet enthält, und Radio Afloat mit ihrem Quintett Sarafand.
Chaker trat beim Morgenland Festival, dem London Jazz Festival, Lucerne Festival, Beethovenfest, Festival von Avignon und der Biennale di Venezia sowie mit Daniel Barenboim und dem West-Eastern Divan Orchestra, Ziad Rahbani, Johnny Gandelsman, Holland Baroque, Oxford Orchestra, der New World Symphony, dem Babylon Orchestra und der NDR Bigband auf. Ihr Doppelkonzert Dawning für Klarinette, Violine und Orchester wurde von der New York Philharmonic mit Kinan Azmeh uraufgeführt. 2024 hatte ihre Kammeroper Ruinous Gods beim Spoleto Festival 2024 Premiere.

## Preise und Auszeichnungen
Chaker ist Preisträgerin des Concours international de Chant-Piano Nadia et Lili Boulanger 2019, Finalistin des Rolex Mentor & Protege Prize 2018, Gewinnerin des Ruth-Anderson-Wettbewerbs 2017 und Empfängerin des Diaphonique Franco-British Commission Prize 2019, des Arab Fund for Arts and Culture Grant 2018 und des Royal Academy of Music Guinness Award 2018. Von 2020 bis 2022 war sie Jerome Hill Fellow. 2022 erhielt sie den Opera America Discovery Award.